# درجة فعالية
في سياق البحث عن خوارزمية لحل مشكلة أو لتنفيذ عملية معينة هناك أهمية لدرجة جدوى أو درجة فعالية الخوارزم .
تقاس درجة فعالية الخوارزم حسب مقياسين وهما :
1. الزمن اللازم لتنفيذ الخوارزم وهو المقياس الأهم حيث انه كلما قل الزمن اللازم لتنفيذ الخوارزم كلما اعتبر الخوارزم أكثر جدوى . ان التباين الكبير الموجود في قدرة وسرعة أجهزة الحاسوب المختلفة والنمو الدائم لهذه القدرة اوجب ايجاد مقياس لدرجة فعالية الخوارزم لا يتاثر بسرعة وقدرة جهاز الحاسوب وانما فقط بالخوارزم . من هنا فان درجة فعالية الخوارزم لا تقاس بالزمن اللازم لانجازه وانما بعدد الخطوات اللازمة كدالة لحجم الإدخال ويرمز لها بالحرف
()O فمثلا ليجاد الحد الأكبر في مصفوفة احادية البعد عدد حدودها n نحتاج ل n خطوات لذلك فدرجة فعالية الخوارزم هي (O(n بينما لايجاد حد معين في مصفوفة حجمها n مرتبة نحتاج (log(n خطوات لذلك فدرجة فعالية الخوارزم هي((O((log(n .
2. حجم الذاكرة الزمن اللازم لتنفيذ الخوارزم . أهمية هذا المقياس هي في التوفير في أحد أهم الموارد المتاحة للتطبيقات المختلفة الا وهو الذاكرة (ذاكرة الوصول العشوائي) .